# Juntas Chicas
Juntas Chicas är en ort i Mexiko.   Den ligger i kommunen Huehuetla och delstaten Hidalgo, i den sydöstra delen av landet, 170 km nordost om huvudstaden Mexico City. Juntas Chicas ligger 293 meter över havet och antalet invånare är 876.
Terrängen runt Juntas Chicas är kuperad. Runt Juntas Chicas är det ganska tätbefolkat, med 75 invånare per kvadratkilometer. Närmaste större samhälle är Huehuetla, 13,5 km söder om Juntas Chicas. I omgivningarna runt Juntas Chicas växer huvudsakligen savannskog.